# Brendan Hansen
Brendan Joseph Hansen (Havertown (Pennsylvania), 15 augustus 1981) is een Amerikaanse voormalig zwemmer die gespecialiseerd was in de schoolslag. Hij is voormalig wereldrecordhouder op de 100 en 200 meter schoolslag en is op beide afstanden tweevoudig wereldkampioen.

## Carrière
Bij zijn internationale debuut, op de wereldkampioenschappen kortebaanzwemmen 1999 in Hongkong, werd Hansen uitgeschakeld in de halve finales van de 50 meter schoolslag en in de series van zowel de 100 als de 200 meter schoolslag.
Nadat hij 15/100 seconde tekortkwam om zich te kwalificeren voor de Olympische Zomerspelen 2000 in Sydney veroverde de Amerikaan de wereldtitel op de 200 meter schoolslag tijdens de wereldkampioenschappen zwemmen 2001 in Fukuoka.
In Yokohama nam Hansen deel aan de Pan Pacific kampioenschappen zwemmen 2002, op dit toernooi sleepte hij de gouden medaille op de 200 meter schoolslag en de zilveren medaille op de 100 meter schoolslag in de wacht. Op de 4x100 meter wisselslag legde hij samen met Aaron Peirsol, Michael Phelps en Jason Lezak beslag op de gouden medaille.
Op de wereldkampioenschappen zwemmen 2003 in Barcelona veroverde de Amerikaan de zilveren medaille op de 100 meter schoolslag en de bronzen medaille op de 200 meter schoolslag. Samen met Aaron Peirsol, Ian Crocker en Jason Lezak sleepte hij de wereldtitel in de wacht op de 4x100 meter wisselslag.
Tijdens de Olympische Zomerspelen van 2004 in Athene legde Hansen beslag op de zilveren medaille op de 100 meter schoolslag en de bronzen medaille op de 200 meter schoolslag. Op de 4x100 meter wisselslag veroverde hij samen met Aaron Peirsol, Ian Crocker en Jason Lezak de gouden medaille. In Indianapolis nam de Amerikaan deel aan de wereldkampioenschappen kortebaanzwemmen 2004, op dit toernooi sleepte hij de wereldtitel in de wacht op alle schoolslagafstanden. Op de 4x100 meter wisselslag legde hij samen met Aaron Peirsol, Ian Crocker en Jason Lezak beslag op de wereldtitel.

### 2005-2008
Op de wereldkampioenschappen zwemmen 2005 in Montreal veroverde Hansen de wereldtitel op zowel de 100 als de 200 meter schoolslag, samen met Aaron Peirsol, Ian Crocker en Jason Lezak sleepte hij de wereldtitel in de wacht op de 4x100 meter wisselslag.
Tijdens de Pan Pacific kampioenschappen 2006 in Victoria legde de Amerikaan beslag op de gouden medaille op zowel de 100 als de 200 meter schoolslag. Op de 4x100 meter wisselslag veroverde hij samen met Aaron Peirsol, Ian Crocker en Jason Lezak de gouden medaille.
In Melbourne nam Hansen deel aan de wereldkampioenschappen zwemmen 2007, op dit toernooi sleepte hij de wereldtitel in de wacht op de 100 meter schoolslag en legde hij beslag op de zilveren medaille op de 50 meter schoolslag.
Op de Olympische Zomerspelen van 2008 in Peking eindigde de Amerikaan als vierde op de 100 meter schoolslag, samen met Aaron Peirsol, Michael Phelps en Jason Lezak veroverde hij de gouden medaille op de 4x100 meter wisselslag.

### Comeback
Na de Olympische Zomerspelen van 2008 nam Hansen afstand van de wedstrijdsport. Zijn comeback maakte hij in juni 2011 tijdens de Santa Clara Grand Prix, in augustus 2011 won hij goud op zowel de 100 als de 200 meter schoolslag op de Amerikaanse kampioenschappen zwemmen 2011 in Stanford.
Tijdens de Olympische Zomerspelen 2012 in Londen behaalde Hansen de bronzen medaille op de 100 meter schoolslag. Op de 4x100 meter wisselslag veroverde hij, voor de derde keer in successie, de gouden medaille, Matt Grevers, Michael Phelps en Nathan Adrian waren ditmaal zijn ploeggenoten.

## Internationale toernooien
| Jaar | Olympische Spelen                                     | WK langebaan                                          | WK kortebaan                                                           | PanPacs                                               |
| ---- | ----------------------------------------------------- | ----------------------------------------------------- | ---------------------------------------------------------------------- | ----------------------------------------------------- |
| 1999 |                                                       |                                                       | HF 50m schoolslag serie 100m schoolslag serie 200m schoolslag          | geen deelname                                         |
| 2000 | geen deelname                                         |                                                       | geen deelname                                                          |                                                       |
| 2001 |                                                       | 200m schoolslag                                       |                                                                        |                                                       |
| 2002 |                                                       |                                                       | geen deelname                                                          | 100m schoolslag · 200m schoolslag · 4x100m wisselslag |
| 2003 |                                                       | 100m schoolslag · 200m schoolslag · 4x100m wisselslag |                                                                        |                                                       |
| 2004 | 100m schoolslag · 200m schoolslag · 4x100m wisselslag |                                                       | 50m schoolslag · 100m schoolslag · 200m schoolslag · 4x100m wisselslag |                                                       |
| 2005 |                                                       | 100m schoolslag · 200m schoolslag · 4x100m wisselslag |                                                                        |                                                       |
| 2006 |                                                       |                                                       | geen deelname                                                          | 100m schoolslag · 200m schoolslag · 4x100m wisselslag |
| 2007 |                                                       | 50m schoolslag · 100m schoolslag                      |                                                                        |                                                       |
| 2008 | 4e 100m schoolslag · 4x100m wisselslag                |                                                       | geen deelname                                                          |                                                       |
| 2009 |                                                       | geen deelname                                         |                                                                        |                                                       |
| 2010 |                                                       |                                                       | geen deelname                                                          | geen deelname                                         |
| 2011 |                                                       | geen deelname                                         |                                                                        |                                                       |
| 2012 | 100m schoolslag · 4x100m wisselslag                   |                                                       | geen deelname                                                          |                                                       |

## Persoonlijke records

### Kortebaan
| Afstand         | Tijd    | Datum            | Plaats       |
| --------------- | ------- | ---------------- | ------------ |
| 050m schoolslag | 26,86   | 11 oktober 2004  | Indianapolis |
| 100m schoolslag | 57,47   | 17 december 2011 | Atlanta      |
| 200m schoolslag | 2.03,62 | 16 december 2011 | Atlanta      |

### Langebaan
| Afstand         | Tijd    | Datum            | Plaats    |
| --------------- | ------- | ---------------- | --------- |
| 050m schoolslag | 27,51   | 27 maart 2007    | Melbourne |
| 100m schoolslag | 59,13   | 1 augustus 2006  | Irvine    |
| 200m schoolslag | 2.08,50 | 20 augustus 2006 | Victoria  |